# Dryobotodes clausa
Dryobotodes clausa är en fjärilsart som beskrevs av Barend J. Lempke 1964. Dryobotodes clausa ingår i släktet Dryobotodes och familjen nattflyn. Inga underarter finns listade i Catalogue of Life.